# Nos batailles
Pour plus de détails, voir Fiche technique et Distribution.
Nos batailles est une comédie dramatique franco-belge coécrite et réalisée par Guillaume Senez, sortie en 2018.

## Synopsis
Olivier est contremaître dans un entrepôt de vente en ligne. Tandis qu'il se démène au travail, sa femme Laura, vendeuse, s'occupe de leurs deux enfants Elliot et Rose. Un jour elle disparaît sans prévenir, et Olivier doit se débrouiller, seul ou avec l'aide de sa famille, pour mener de front ses vies familiale et professionnelle.

## Fiche technique
- Titre original : Nos batailles
- Titre international : Our Struggles
- Réalisation : Guillaume Senez
- Décors : Florin Dima
- Costumes : Julie Lebrun
- Scénario : Guillaume Senez et Raphaëlle Valbrune-Desplechin
- Photographie : Elin Kirschfink
- Son : Fabrice Osinski
- Musique : The Blaze[1]
- Montage : Julie Brenta
- Production : Isabelle Truc (Belgique), Philippe Martin et David Thion (France)

Coproduction : Bart Van Langendonck
- Sociétés de production : Iota Production et Les Films Pelléas ; Savage Film et RTBF (coproductions) ; SOFICA Indéfilms 5 (en association avec)
- Sociétés de distribution  : Cinéart (Belgique), Haut et Court (France) ; Axia Films Inc. (Québec), Cineworx (Suisse romande)
- Pays d'origine :  Belgique /  France
- Langue originale : français
- Format : couleur
- Genre : comédie dramatique
- Durée : 98 minutes
- Dates de sortie :
  - France : 13 mai 2018 (Festival de Cannes)[2] ; 3 octobre 2018 (sortie nationale)[3]
  - Belgique : 3 octobre 2018
  - Suisse romande : 24 octobre 2018
  - Québec : 9 novembre 2018

## Distribution
- Romain Duris : Olivier, père d’Elliot et Rose
- Lucie Debay : Laura, mère d’Elliot et Rose
- Lætitia Dosch : Betty, sœur d’Olivier
- Laure Calamy : Claire, collègue d’Olivier
- Basile Grunberger : Elliot, fils aîné d’Olivier et Laura
- Lena Girard Voss : Rose, fille cadette d’Olivier et Laura
- Dominique Valadié : Joëlle, mère d’Olivier et Betty
- Sarah Le Picard : Agathe
- Cédric Vieira : Paul, ami policier d’Olivier
- Kris Cuppens : Jan
- Jeupeu : Jean-Luc
- Valentine Cadic : Anna
- Francine Lorin-Blazquez : Marie
- Sahra Daugreilh : la collègue de Laura
- Nadia Vonderheyden : la pédopsychiatre
- Marie-Christine Orry : la dermatologue
- Marc Robert : l'infirmier Ameliz
- Evelyne Cervera : la directrice d'école
- Anne-Gaëlle Jourdain : la cliente boutique
- Moustafa Benaïbout : le remplaçant d'Agathe
- Pasquale D'Inca : Dr Desblates
- Malina Ioana-Ferrante : l 'employée Ameliz enceinte

## Production
Tournage
Le tournage dure sept semaines, entre novembre et décembre 2017. L'entreprise Ameliz où travaille Olivier comme chef d'équipe se situe à Saint-Quentin-Fallavier en Isère. Des scènes ont été tournées à Heyrieux et Villefontaine dans le même département.

## Accueil
Festivals et sorties
Nos batailles est sélectionné et présenté en avant-première mondiale le 13 mai 2018 dans la section « Semaine de la critique » au Festival de Cannes. Il sort dans les grands écrans le 3 octobre 2018 en Belgique et France. Quant à la Suisse romande, il sortira le 24 octobre 2018 et le Québec, le 9 novembre 2018,.

## Distinctions

### Récompenses
- Festival du film de Hambourg 2018 : Prix de la Critique
- Festival International du Film Francophone de Namur 2018 : Mention du Jury Cinevox
- Festival du film de Turin 2018 : Prix du public[7].

- Magritte 2019[8]:
  - Magritte du meilleur film.
  - Magritte du meilleur réalisateur pour Guillaume Senez.
  - Magritte de la meilleure actrice dans un second rôle pour Lucie Debay.
  - Magritte du meilleur espoir féminin pour Lena Girard Voss.
  - Magritte du meilleur montage pour Julie Brenta.

### Nominations et sélections
- Festival de Cannes 2018 : « Semaine de la critique »
- Festival international du film de Karlovy Vary 2018 : « Jiný pohled »
- Festival international du film de La Rochelle 2018
- Festival International du Film Francophone de Namur 2018 : « Compétition officielle »
- Festival du film de Hambourg (Filmfest) 2018
- Festival Jean Carmet de Moulins 2018
- Magritte 2019 :
  - Magritte du meilleur espoir masculin pour Basile Grunberger.
- César 2019 :
  - César du meilleur acteur pour Romain Duris
  - César du meilleur film étranger

### Documentation
- Dossier de presse Nos batailles